# Communauté de communes de l'Airvaudais
La communauté de communes de l'Airvaudais est une ancienne communauté de communes française, située dans le département des Deux-Sèvres, en région Poitou-Charentes.
Elle tient son nom de la commune d'Airvault.

## Histoire
La communauté de communes de l'Airvaudais a été créée le 18 novembre 1993 à partir des sept communes du canton d'Airvault. Elle est dissoute au 31 décembre 2013. Quatre de ses communes rejoignent au 1er janvier 2014 la communauté de communes Airvaudais-Val du Thouet, les trois autres intégrant la communauté de communes du Thouarsais.
Cet ensemble de sept communes représentait une population municipale de 5 100 habitants (selon le recensement de 2011), sur un territoire de 153,77 km2.

## Composition
De 1993 à 2013, elle regroupait les communes suivantes :
1. Airvault
2. Availles-Thouarsais
3. Boussais
4. Irais
5. Marnes
6. Saint-Généroux
7. Saint-Jouin-de-Marnes

## Administration
| Période       | Période       | Identité            | Étiquette | Qualité                                                       |
| ------------- | ------------- | ------------------- | --------- | ------------------------------------------------------------- |
| novembre 1993 | avril 2003    | François Ayrault    |           | Maire délégué de Soulièvres (commune associée à Airvault)     |
| avril 2003    | avril 2008    | Philippe Morin      |           | Adjoint au maire d'Airvault                                   |
| avril 2008    | décembre 2013 | Dominique Paquereau | EELV      | Conseiller municipal d'Availles-Thouarsais Conseiller général |

## Compétences
- Aménagement de l'espace

Aménagement rural
Constitution de réserves foncières
Schéma de cohérence territoriale (SCOT)
Schéma de secteur
- Développement et aménagement économique

Action de développement économique
Zones d'activités industrielle, commerciale, tertiaire, artisanale ou touristique
- Développement et aménagement social et culturel

Activités culturelles ou socioculturelles
Équipements ou établissements culturels, socioculturels, socio-éducatifs ou sportifs
- Développement touristique
- Environnement et cadre de vie

Assainissement collectif
Assainissement non collectif
Collecte des déchets ménagers et assimilés
- Logement et habitat

Opération programmée d'amélioration de l'habitat (OPAH)
Logement social pour les jeunes travailleurs
Programme local de l'habitat (PLH)
- Nouvelles technologies de l'information et de la communication (NTIC)

## Sources
- Le splaf - (Site sur la Population et les Limites Administratives de la France)
- La base ASPIC des Deux-Sèvres - (Accès des Services Publics aux Informations sur les Collectivités)